# Selîșce, Nosivka
Selîșce (în ucraineană Селище) este localitatea de reședință a comunei Selîșce din raionul Nosivka, regiunea Cernihiv, Ucraina. În secolul al XIX-lea, satul făcea parte din volostul Derjanivka, uezdul Kozeleț.

## Demografie
Componența lingvistică a localității Selîșce
     Ucraineană (98,61%)
     Rusă (1,22%)
     Alte limbi (0,17%)
Conform recensământului din 2001, majoritatea populației localității Selîșce era vorbitoare de ucraineană (98,61%), existând în minoritate și vorbitori de rusă (1,22%).